# Даруй мені, мамо
«Даруй мені, мамо» — третій студійний альбом української співачки Русі, який вийшов 20 червня 1990 року. Альбом «Даруй мені, мамо» у 1990 році посів перше місце в номінації «Найкращий альбом» у Національному хіт-параді.

## Про альбом
Альбом «Даруй мені, мамо» було записано восени, а реліз відбувся 20 червня 1990 року. До альбому увійшли сім композицій. Над створенням альбому працювали Дмитро Акімов — композитор, та Костянтин Осауленко — тексти. Після виходу альбому «Даруй мені, мамо» Руся виступила в Київському палаці спорту, зібравши повний зал, ставши першою з українських поп-зірок кому це вдалось. До цього це могли робити лише російські поп-зірки.  
У 1992 році пісні з альбому «Але не вірю», «Чули-перечули» увійшли до альбому «Попелюшка (найкращі хіти)», а у 2007 році пісні з альбому «Лебедятко», «Але не вірю» увійшла до альбому «Візерунки». 
2008 року DJ HotKot створив ремікс на пісню «Даруй мені, мамо», а DJ Edward на пісні «Будь що буде» та «Нехай собі говорять». 
2012 року пісні «Даруй мені, мамо», «Нехай собі говорять», «Чули-перечули» та «Будь що буде» увійшли до альбому «Вибране». 
У 2019 році на пісню «Будь що буде» діджеї проекту The Faino (Dj Konstantin Ozeroff & Dj Sky) створили ремікс, приурочений 30-річчю творчої діяльності Русі.

## Композиції
| #  | Назва                 | Автор слів    | Автор музики         | Тривалість |
| -- | --------------------- | ------------- | -------------------- | ---------- |
| 1. | «Даруй мені, мамо»    | Дмитро Акімов | Констянтин Осауленко | 3:41       |
| 2. | «Лебедятко»           | Дмитро Акімов | Констянтин Осауленко | 3:46       |
| 3. | «Але не вірю»         | Дмитро Акімов | Констянтин Осауленко | 4:08       |
| 4. | «Чули-перечули»       | Дмитро Акімов | Констянтин Осауленко | 3:23       |
| 5. | «Будь що буде»        | Дмитро Акімов | Констянтин Осауленко | 4:19       |
| 6. | «Нехай собі говорять» | Дмитро Акімов | Констянтин Осауленко | 4:34       |
| 7. | «Тільки я»            | Дмитро Акімов | Констянтин Осауленко | 4:06       |